# Schwennenzer See
Der Schwennenzer See ist ein See bei Schwennenz im Landkreis Vorpommern-Greifswald in Mecklenburg-Vorpommern.
Das etwa 11 Hektar große Gewässer befindet sich im Gemeindegebiet von Grambow, zwei Kilometer südlich vom Ortszentrum in Schwennenz entfernt. Der See verfügt über keinen natürlichen Zufluss. Er wird über einen südlichen Graben zum Lebehnscher See entwässert. Am nordöstlichen Ufer befinden sich zudem Reste eines Burgwalles. Die maximale Ausdehnung des Schwennenzer Sees beträgt etwa 750 mal 350 Meter.